# Nitkodziobek
Nitkodziobek, nitodziobek (Nemichthys scolopaceus) – gatunek ryby węgorzokształtnej z rodziny nitkodziobcowatych (Nemichthyidae).

## Taksonomia

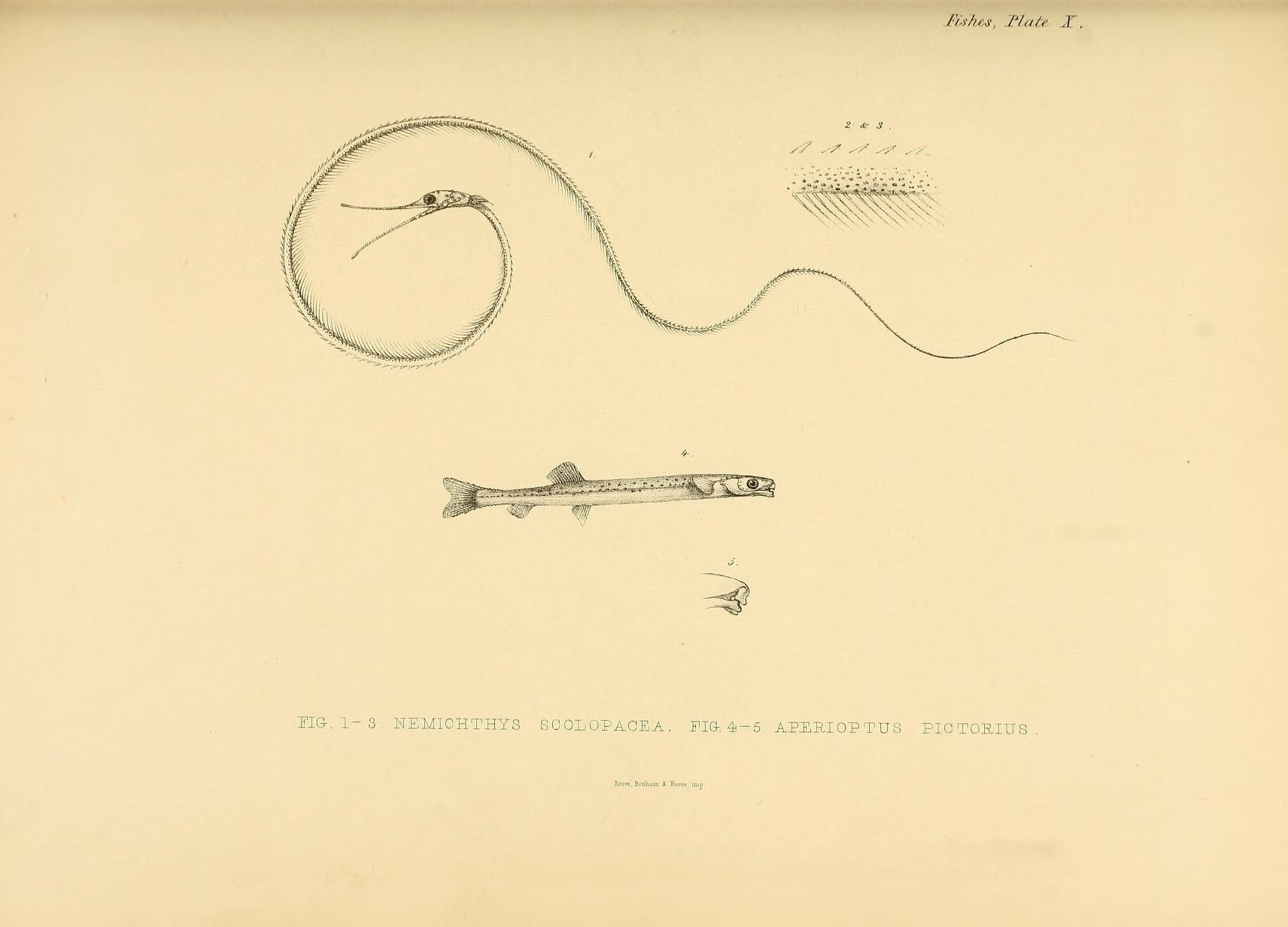
Rysunek Nemichthys scolopaceus z The zoology of the voyage of H.M.S. Samarang

Po raz pierwszy naukowo gatunek opisał szkocki lekarz i przyrodnik John Richardson w 1848, w pracy zatytułowanej The zoology of the voyage of H.M.S. Samarang, na podstawie holotypu, przechowywanego obecnie (2018) w Muzeum Historii Naturalnej w Londynie i skatalogowanego pod numerem BMNH 1871.7.16.1.
Nazwa rodzajowa Nemichthys pochodzi od połączenia greckich νήμα (transkr. nema) i ἰχθύς (transkr. ichtys), oznaczających odpowiednio nitkę i rybę. Epitet gatunkowy ma swoje korzenie w łacińskim scolopax, odnoszącym się do długich, przypominających dziób ptaka szczęk.

## Rozmieszczenie i środowisko
Jest rybą szeroko rozprzestrzenioną, aczkolwiek niepospolitą. Obecna w ciepłych i umiarkowanych pod względem temperatury wodach mórz i oceanów, na całej długości geograficznej. W Europie od Wielkiej Brytanii do wybrzeża Półwyspu Iberyjskiego i dalej w głąb Oceanu Atlantyckiego po Islandię, także w Morzu Śródziemnym, regularnie widywana w Skagerraku. We wschodnim Atlantyku, poza wodami europejskimi, zasięg nitkodziobka sięga Południowej Afryki, natomiast w zachodnim Atlantyku występuje od Nowej Szkocji po południowe wybrzeże Brazylii, a w zachodnim Pacyfiku od południowej Japonii do południowej Australii, we wschodnim od Alaski do Chile, włączając w to Zatokę Kalifornijską. W Oceanie Indyjskim występuje na całym jego obszarze. W Morzu Śródziemnym notowany rzadko, ale z uwagi na głębinowy tryb życia może być liczniejszy niż się szacuje. Jest bardzo prawdopodobne, że ze względu na swój rozległy zasięg w morskich obszarach chronionych żyje kilka subpopulacji.
W Morzu Sargassowym małe leptocefale nitkodziobka są najliczniej występującymi larwami w sezonie rozrodczym węgorzokształtnych.
Jest rybą morską, bytującą w strefie batypelagialnej, na znacznych głębokościach – zazwyczaj 100-1000 m, ale widywana również na nieco ponad 4000 m.

## Morfologia

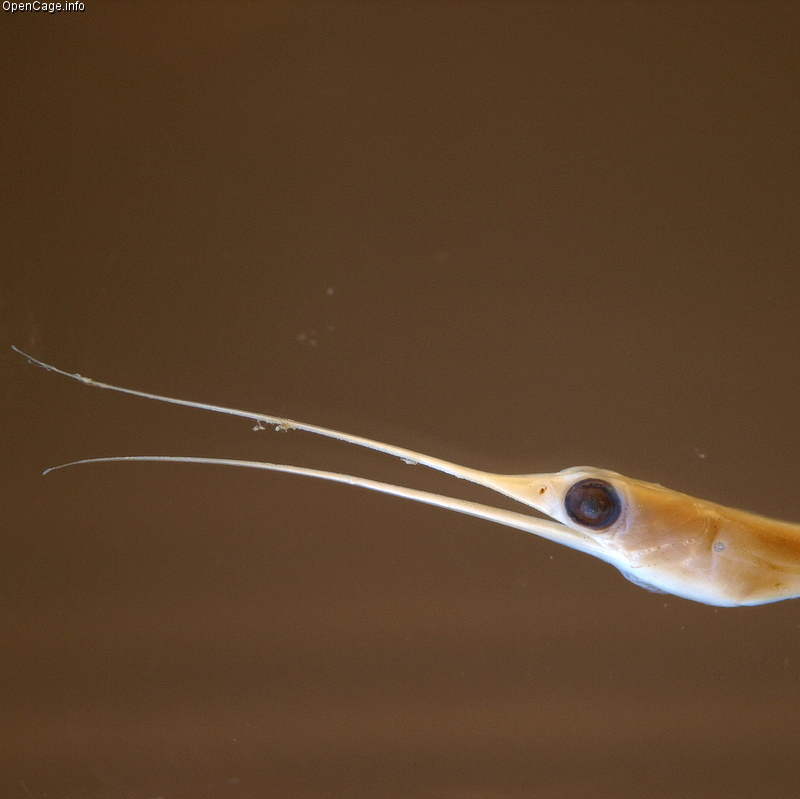
Wydłużone, lekko rozwarte szczęki nitkodziobka

Osiąga do 145 cm długości całkowitej. Ciało bardzo delikatnie zbudowane, długie, sznurkowate, bocznie spłaszczone, na końcu bardzo wąskie. Głowa zaokrąglona, zakończona pyskiem z wydłużonymi szczękami, delikatnie rozwartymi, przypominającymi ptasi dziób. Cienkie ciało otaczają długie płetwy – grzbietowa, zaczynająca się w środkowej części głowy, z około 350 promieniami, i odbytowa, rozpoczynająca się tuż za głową, z 320 promieniami. Płetwy piersiowe z 10 promieniami. Płetwa ogonowa i płetwy brzuszne nie występują. Mniej więcej w tym samym miejscu, gdzie początek płetwy odbytowej, położony jest otwór odbytowy. Kręgosłup nitkodziobka jest zbudowany z największej liczby kręgów, co najmniej 750, wśród wszystkich kręgowców. Larwy mają kształt listkowaty, co jest cechą charakterystyczną u węgorzokształtnych (u węgorza europejskiego kształtem przypominają liść wierzbowy).
Ciało koloru od ciemnobrązowego do szarego, przy czym część brzuszna ciemniejsza od grzbietowej. Końce płetwy odbytowej i płetw piersiowych prawie czarne.

## Odżywianie
Nitkodziobek żywi się skorupiakami, głównie dziesięcionogami i szczętkami. Sam z kolei pada ofiarą innych ryb, np. beryksa wspaniałego, Allocyttus verrucosus czy Synagrops japonicus.

## Znaczenie gospodarcze
Ze względu na brak znaczenia gospodarczego nie jest celem połowów. Jako że jest to ryba głębinowa, rzadko pojawia się jako przyłów. Daje się zwabić światłem przy nocnych połowach.

## Ochrona
W 2015 IUCN uznała ją za gatunek najmniejszej troski (LC), na podstawie oceny z roku 2014. Trend globalnej populacji nie jest znany.